# Bitwa pod Żelazną
Bitwa pod Żelazną – starcie powstania styczniowego, stoczone pod Żelazną w dniu 25 sierpnia 1863 r. pomiędzy oddziałem powstańczym Ludwika Żychlińskiego a siłami moskiewskimi, których dowódcą był generał Muller von Zakamelski. Po stronie polskiej walczyło 300 uzbrojonych w sztucery, 400 kosynierów, 300 bezbronnych, oddział kawalerii liczący 350 koni. Nieprzyjaciel miał do dyspozycji 9 rot piechoty, 1 szwadron ułanów, 1 szwadron dragonów i 100 kozaków z dwoma działami.
Żychliński otrzymawszy rozkaz pójścia na pomoc oddziałowi Kruka działającemu w Lubelskiem przeprawił się na prawy brzeg Wisły. Przechodząc przez szosę warszawsko-lubelską, spostrzegł nieprzyjaciela idącego od strony Miłosny. Natychmiast rozwinął linię tyralierską i wydał jeździe rozkaz szarży. Gdy kawaleria zwlekała z wykonaniem rozkazu, sam usiłował przykładem zachęcić do ataku, przy tym został ranny kulą w pierś i spadł z konia. Wskutek upływu krwi Żychliński zmuszony był ustąpić z placu boju. Po utraceniu dowódcy piechota broniła się przez kilka godzin. Po długiej i uporczywej walce lewe skrzydło, pod dowództwem kapitana strzelców Fabianiego, cofnęło się ku Wiśle. Prawe skrzydło cofnęło się w las i następnie, na rozkaz Żychlińskiego, przyłączyło się do oddziału majora Zielińskiego.
Bitwa odbyła się na polach po obu stronach traktu lubelskiego pomiędzy folwarkiem Żelazna od strony południowej a Lubicami od północy i Gocławiem od wschodu. Straty rosyjskie były znaczne: ciężko ranny został pułkownik Kulgaczew, a poległo 19 oficerów i około 80 szeregowców; Polacy stracili 46 (?) zabitych i kilkunastu rannych, natomiast broni ani koni nie stracili, przeciwnie, zdobyli 5 kozackich. Połowę trupów wydobyto z płomieni wsi Wola Starogrodzka, której chałupy kozacy podpalali. Polegli powstańcy zostali pogrzebani na polu bitwy w zbiorowej mogile, która do 2018 znajdowała się przy drodze krajowej nr 17 na gruntach wsi Gocław. W 2018 w związku z przebudową drogi krajowej nr 17 powstała konieczność przeniesienia mogiły. Dokonano ekshumacji i w dniu 15 listopada 2018 odbył się ponowny pochówek powstańców styczniowych przeniesionych do zbiorowej mogiły na cmentarz parafialny w Gocławiu.
W oddziale Ludwika Żychlińskigo w bitwie pod Żelazną udział brał Aleksander Głowacki – Bolesław Prus „Filozof”, Znalazł się w prawej części oddziału, która następnie przyłączyła się do oddziału majora Zielińskiego.